# مایکل اس. هوپکینز
مایکل اس. هوپکینز (به انگلیسی: Michael S. Hopkins) فضانورد اهل کشور ایالات متحده آمریکا است که در ۲۸ دسامبر ۱۹۶۸ میلادی در لبانن، میزوری زاده شد.